# Uttervik (noordelijk deel)
Uttervik (noordelijk deel) (Zweeds: Uttervik (norra delen)) is een småort in de gemeente Nyköping in het landschap Södermanland en de provincie Södermanlands län in Zweden. Het småort heeft 53 inwoners (2005) en een oppervlakte van 49 hectare. Het småort bestaat uit het noordelijk deel van de plaats Uttervik.